# El Pont de Vilomara i Rocafort
El Pont de Vilomara i Rocafort és un municipi de la comarca del Bages. El terme municipal ocupa una extensió de 27,35 km². Està situat en el marge esquerre del riu Llobregat i envoltat pels següents municipis: a ponent (O.) pel terme de Manresa, a tramuntana (N.) pels termes de Sant Fruitós i Talamanca, a llevant (E.) pel de Mura i a migdia (S.) pel de Sant Vicenç de Castellet.

## Geografia
- Llista de topònims del Pont de Vilomara i Rocafort (Orografia: muntanyes, serres, collades, indrets..; hidrografia: rius, fonts...; edificis: cases, masies, esglésies, etc).

El municipi, tal com diu el seu nom, és format per dos nuclis de població: El Pont de Vilomara a ponent i Rocafort a llevant, units per set quilòmetres de sinuosa carretera; que si bé han compartit un bon retall de història sota una mateixa dependència feudal, han tingut, a partir de la industrialització del segle xix una evolució força diferenciada.
Rocafort de Bages, el nucli inicial i més antic del municipi, està situat dalt d'un serrat amb bones vistes. Moltes cases del poble han estat condicionades per a estades de vacances i caps de setmana.
Recentment s'ha agregat al municipi del Pont de Vilomara la partida del Marquet, fins ara pertanyent a Mura, que comprèn una urbanització i l'antiga església preromànica del Marquet o de Santa Maria de Matadars, considerada un dels edificis més antics del Bages.
El nucli del Pont de Vilomara, vora el Llobregat, actualment és el més habitat. Compta amb dos ravals: el de Manresa, en el marge dret del riu Llobregat, i el de ca l'Envetat on s'ha construït el nou polígon industrial seu de les noves indústries de reciclatge: De frigorífics (TPA), de piles i làmpades (Pilagest) i ferralla electrònica (Electrorecycling).
Dins del terme municipal s'hi han desenvolupat tres urbanitzacions de creixent població: El Marquet, River Park i can Riera. Continuen dempeus i habitades algunes històriques masies com: Oristrell, Roviralta, can Serra, Arbocet, can Bitó, can Riera...
El municipi és regat de Nord a Sud pel cantó de ponent pel riu Llobregat. En aquest riu hi desguassen dues rieres: l'una és la riera de Nespres o de Mura -també anomenada de Sant Esteve en el seu últim tram- i que en un recorregut d'Est a Oest fa de separació natural entre els municipis del Pont de V. i R. i Talamanca. L'altra riera també és coneguda per varis noms, però el més reconegut és el de riera de Santa Creu. Com l'anterior té el seu naixement en la serra de l'Obac i pren la direcció S.E.-N.O. per entrar dins el terme municipal en el seu últim tram.
Les altituds del terme oscil·len entre els 202 m del Pont de Vilomara, fins als 608 m del serrat de Puig Gil el punt més alt del municipi. Un altre punt a destacar és el turó de Montgròs de 581 m. situat al Sud de Rocafort. Aquest nucli de població es troba a 423 m d'alçada.
La vegetació natural del municipi, com la de bona part de la serra de l'Obac, correspondria a la del domini de l'alzinar, si bé l'acció de l'home ja sigui per l'ampliació de conreus (especialment la vinya) o utilitzant-la com a matèria primera per fer carbó o llenya l'anà reduint i degradant progressivament al llarg dels anys. Tanmateix els incendis (especialment el de l'any 1985) han acabat de contribuir sobremanera a modificar el paisatge vegetal. Com a conseqüència d'aquests factors el lloc deixat per alzines ha sigut ocupat per la brolla de romaní amb pi blanc, que actualment és la comunitat vegetal més extensa.

## Història
El primer pont de Vilomara sobre el riu Llobregat existeix des de temps molt remots i era de fusta, segons demostren uns forats sota l'arcada del pont actual. En temps dels romans, on hi havia el pont de fusta es va construir el pont de pedra, el «pont de Vila Amara» i el camí ral que va del Bages a Bàrcino, passant per la muntanya de Sant Llorenç i per la comarca del Vallés. Amara en llatí significa 'submergit'. En el segle v, durant la invasió de l'Imperi romà, el camí ral probablement seria un dels camins de penetració dels invasors.
La primera referència escrita més antiga que es té del nostre municipi és de l'any 932 (s. X). En aquesta època de la formació de Catalunya el seu territori estava format per diferents comtats. Qui governava els comtats catalans de Barcelona, Girona i Osona (en aquest últim s'inclou el comtat de Manresa) era el comte Sunyer, fill petit de Guifré el Pilós. Un document d'aquest any dona fe d'una venda de terres al comtat de Manresa en el terme de la Vall de Nèspola al lloc conegut com a "Ullastrell" (avui Oristrell). Aquestes terres d'Oristrell limitaven a l'Est amb el "Palacio de Avezia" (nom antic on s'assentarà el castell de Rocafort). A l'Oest amb el "flumen Lubregado" (riu Llobregat). Al Sud limiten amb el "Monte Virgilio" (muntanya de Puig Gil). I al Nord amb el "rio Nèspola" (riera de Nespres).
A inicis del segle X els territoris de la riba esquerra del Llobregat que avui comprenen els termes del Pont de Vilomara i Rocafort, Mura i Talamanca es denominaven amb el nom de "Vall de Nèspola". Topònim que fa referència a la riera de Nespres o de Mura que rega els tres termes. Durant el procés de repoblament i feudalització posterior s'originarien, a finals del s. X, els castells de Rocafort, Mura i Talamanca.
Surt esmentat el lloc de Vilomara en un document signat pel comte Borrell l'any 982 i en el que cedeix al monestir de Sant Benet de Bages (acabat de consagrar) un mas que té anomenat "villa antiga" en el lloc de "Villa Amara". Sembla que aquestes vil·les anomenades antigues són les restes d'antigues vil·les o masies romanes que havien quedat abandonades i que amb les repoblacions del s. IX i X tornen a ser utilitzades.
Pel que fa al pont que creua el Llobregat en un document de l'any 1012 surt citat un pont de pedra "ponte petriso" com a límit meridional del mas Querosa de Viladordis, però no es pot assegurar que sigui al mateix lloc que l'actual. No és fins al 1193 que ja surt citat amb claredat el pont en una confirmació de bens que Ermesenda, vídua de Berenguer d'Ulció, i la seva filla Elisenda fan al monestir de Sant Benet “…les primicies de tot l'honor de Vilomara i el delme dels molins que hi ha en el pont… així com l'església de Santa Maria situada allí mateix…”. Durant molts segles per aquest pont travessava el Llobregat la més important via de comunicació entre Manresa i Barcelona tot passant per les carenes de la serra de l'Obac: El camí ral de Coll de Daví.
El topònim "Palau de Vesa" és l'antic nom amb què es designa el lloc on s'aixecaven l'església i el castell de Rocafort. L'església conservaria el nom fins ben entrat el s. XI. El castell, i tot el seu terme, surt anomenat també com "de Nèspola" fins al 1022 en que ja surt citat com "...el castell de Nèspola que diuen Rocafort..." ja que passa a ser domini de la família Rocafort que el mantindrà fins que l'any 1281, Humbert de Rocafort ven a Pere Sitjar (1281-1292), ciutadà de Barcelona, tot el seu domini. A aquest el succeí el seu fill Berenguer Sitjar i a aquest, el net del primer també anomenat Pere (1318-1348)
Una carta del rei Jaume II, datada el 25 d'octubre de 1326, esmenta que Pere Sitjar, senyor del castell de Rocafort, va destruir i enderrocar una casa i dos molins que el monestir posseïa al riu Llobregat, prop del pont de Vilomara. El 13 d'octubre de 1330, Pere Sitjar estableix a Guillem Marquet, del lloc de Matadars, els dos molins, l'un draper i l'altre blader, que tenia prop del Pont de Vilomara, dins dels termes del seu castell de Rocafort.
L'epidèmia de pesta negra del 1348 va fer estralls entre la població, però es va refer en els anys següents. Les contínues guerres i epidèmies dels segles posteriors van desestabilitzar el cens poblacional. Fou en Pere Sitjar, l'últim senyor laic de Rocafort. Les restes del qual reposen en el sarcòfag-ossari que es conserva a l'església de Rocafort. La seva vídua, Guillema Nerell, deixa tot el senyoriu de Rocafort al monestir de Sant Benet (1377). El monestir tindrà la jurisdicció senyorial del terme de Rocafort fins a la desaparició dels drets senyorials i dels ordres religiosos el 1835.
El 1623, can Vilomara (la casa al costat del pont) és habitada pels jesuïtes i dependrà fins al 1767 del col·legi de Sant Ignasi i els Vilomara aniran a viure a Manresa, a fer de seders iniciant la família tèxtil.
El nucli del Pont de Vilomara, actual cap del municipi, va néixer al costat del pont medieval i del mas del mateix nom, on es van instal·lar dues fàbriques tèxtils: A mitjans del segle xix dos industrials, Antoni Jover i Marià Regordosa decideixen instal·lar dues fàbriques de filats de cotó vora el riu Llobregat i el Camí Ral, per la qual cosa compren uns terrenys situats a tocar del mas Vilomara i del pont. L'any 1841 construeixen la resclosa i el canal per tal de conduir l'aigua del riu fins a les fàbriques per produir l'energia necessària per moure la maquinària tèxtil. L'any 1848 ja funcionaven a ple rendiment. A treballar a les fàbriques vingué gent de la rodalia (Rocafort, Mura, Navarcles, Manresa…) especialment dones i nenes que amb el fruit del seu treball ajudaven a complementar la migrada economia de les seves llars. La fàbrica Regordosa tenia unes naus amb cuina i dormitoris perquè obrers i obreres poguessin passar la setmana (de dilluns a dissabte) i el diumenge tornaven, a peu, a les seves respectives llars.
El 17 de gener de 1902, a un quart de set de la tarda, va fer explosió la caldera de la fàbrica Jover, que va afectar també a la Regordosa, situada al davant mateix. Van morir 12 persones (4 homes i vuit dones, algunes amb només dotze anys), i varen resultar ferits molts més. Aquest accident va mobilitzar l'ajut de la ciutat de Manresa a conseqüència del qual li va ser concedit el títol de "Benèfica".
Com a conseqüència de l'accident en Pere Regalat Jover ven la seva part a Marià Regordosa propietari de l'altra fàbrica. El 1926 Indústries i Magatzems Jorba es fa càrrec de la fàbrica de filats del Pont de Vilomara. El 1928 es produeix un incendi que destrueix pràcticament tota la fàbrica. Els treballadors es traslladen a la fàbrica Borràs de Sant Joan de Vilatorrada fins que poden retornar a la fàbrica el 1931. L'any 1965 les indústries Jorba compren definitivament la propietat a Ramon Torres Regordosa, i se'n faran càrrec fins al seu tancament definitiu l'any 1985. Actualment en les instal·lacions de les antigues fàbriques s'hi ha ubicat una indústria de tints.
L'establiment de les dues fàbriques tèxtils al segle passat va suposar un notable creixement demogràfic pel municipi. L'any 1842 en el municipi hi havia una població de 182 habitants, la majoria al nucli de Rocafort o bé disseminada per les masies. L'any 1857 la població era ja de 862 persones i el 1887 augmentà a 1322. Xifra que es mantindrà més o menys estable fins a les onades migratòries de la dècada dels 50 i 60 del segle xx.
L'espectacular creixement de població del Pont de Vilomara respecte de Rocafort i la creixent divergència ideològica i política entre el nucli obrer i liberal de Vilomara enfront del rural i conservador de Rocafort, va fer que l'any 1868, aprofitant la conjuntura política del moment (revolució de setembre) es traslladés, si us plau per força, la seu de l'ajuntament de Rocafort a El Pont de Vilomara. El nom del municipi continuarà sent el de "Rocafort" fins al 1917 en que s'anomena "Rocafort i Vilumara" i a partir de 1982 s'inverteixen l'ordre dels topònims quedant el definitiu "El Pont de Vilomara i Rocafort".

## Llocs d'interès cultural

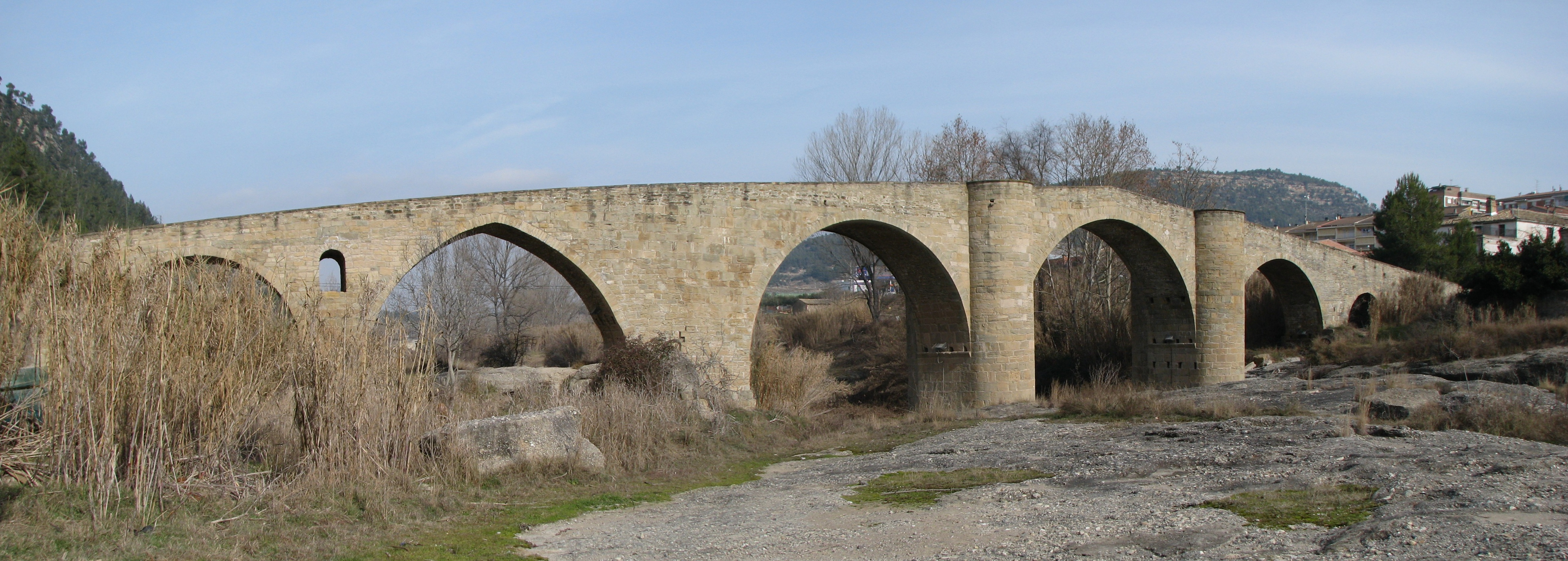
El pont sobre el Llobregat

- El conjunt monumental de tines de la Vall del Flequer i d'altres llocs del municipi.[2]

- L'església parroquial de la Mare de Déu de la Divina Gràcia, d'estil neogòtic, situada a la plaça Major del Pont de Vilomara.
- L'ermita romànica de Santa Magdalena del Pla, situada al recinte del cementiri del Pont de Vilomara, de mitjan segle xii.
- L'ermita preromànica de Santa Maria de Matadars, situada a la carretera de Sant Vicenç de Castellet, de mitjan segle x.
- El pont sobre el Llobregat, obra de tradició romànica, situada a l'antiga carretera de Barcelona a Manresa, amb una longitud de 130 metres.
- L'església de Santa Maria de Rocafort, situada a la plaça de l'Església de Rocafort, edifici de planta de creu llatina.
- El Museu de Rocafort, situat al núm. 18 del carrer Major de Rocafort, amb objectes d'etnologia catalana i altres restes arqueològiques.[3]

## Demografia
| Entitat de població            | Habitants (2024) |
| el Pont de Vilomara i Rocafort | 4.062            |
| Rocafort                       | 77               |
| Font: Idescat                  |                  |

| 1497 f | 1515 f | 1553 f | 1717 | 1787 | 1857 | 1877  | 1887  | 1900  | 1910  |
| ------ | ------ | ------ | ---- | ---- | ---- | ----- | ----- | ----- | ----- |
| 8      | 9      | 10     | 99   | 65   | 862  | 1.217 | 1.332 | 1.321 | 1.302 |

| 1920  | 1930  | 1940  | 1950  | 1960  | 1970  | 1981  | 1990  | 1992  | 1994  |
| ----- | ----- | ----- | ----- | ----- | ----- | ----- | ----- | ----- | ----- |
| 1.406 | 1.095 | 1.107 | 1.225 | 1.933 | 2.017 | 2.109 | 2.226 | 2.226 | 2.226 |

| 1996  | 1998  | 2000  | 2002  | 2004  | 2006  | 2008  | 2010  | 2012  | 2014  |
| ----- | ----- | ----- | ----- | ----- | ----- | ----- | ----- | ----- | ----- |
| 2.398 | 2.617 | 2.668 | 2.842 | 3.159 | 3.555 | 3.736 | 3.751 | 3.775 | 3.780 |

| 2016  | 2018  | 2020  | 2022  | 2024  | 2026 | 2028 | 2030 | 2032 | 2034 |
| ----- | ----- | ----- | ----- | ----- | ---- | ---- | ---- | ---- | ---- |
| 3.724 | 3.801 | 3.907 | 4.024 | 4.140 | -    | -    | -    | -    | -    |

## Administració
| Període      | Nom de l'alcalde/-essa           | Partit polític | Data de possessió |
| ------------ | -------------------------------- | -------------- | ----------------- |
| 1979 - 1983  | Cecilio Rodríguez Carmona        | PSC            | 19/04/1979        |
| 1983 - 1987  | Evaristo de la Torre Valdeolivas | PSC            | 28/05/1983        |
| 1987 - 1991  | Evaristo de la Torre Valdeolivas | PSC            | 30/06/1987        |
| 1991 - 1995  | Evaristo de la Torre Valdeolivas | PSC            | 15/06/1991        |
| 1995 - 1999  | Evaristo de la Torre Valdeolivas | PSC            | 17/06/1995        |
| 1999 - 2003  | Evaristo de la Torre Valdeolivas | PSC            | 03/07/1999        |
| 2003 - 2007  | Evaristo de la Torre Valdeolivas | PSC            | 14/06/2003        |
| 2007 - 2011  | Cecilio Rodríguez Martín         | PSC            | 16/06/2007        |
| 2011 - 2015  | Cecilio Rodríguez Martín         | PSC            | 11/06/2011        |
| 2015 - 2019  | Cecilio Rodríguez Martín         | PSC            | 13/06/2015        |
| 2019 - 2023  | Enric Campàs Serra               | PSC            | 15/05/2019        |
| Des del 2023 | Enric Campàs Serra               | PSC            | 17/06/2023        |